# 야시로 타쿠
야시로 타쿠(八代拓, 1993년 1월 6일 ~ )는 일본의 남자 성우이다. 전 일본 나레이션 연출 연구소 출신. VIMS 소속.
이와테현 출신.

## 작품

### TV 애니메이션
- 불꽃 소방대 2장 - 발칸 조제프
- 아이카츠 스타즈! - 유우키 스바루
- 포켓몬스터: 리코와 로드의 모험 - 프리드박사

### 극장판 애니메이션
- 마보로시 - 사사쿠라
- 킹 오브 프리즘 -드라마틱 프리즘.1- - 쥬오인 카케루
- 킹 오브 프리즘 -유어 엔드리스 콜- 모두 빛나라! 프리즘 투어즈 - 쥬오인 카케루